# This is music: The singles 92-98
This is music: The singles 92–98 es un álbum recopilatorio de la banda británica The Verve publicado en 2004. El álbum reúne todos los sencillos lanzados por la banda y además incluye dos canciones inéditas: «This could be my moment» y «Monte Carlo».
El nombre del álbum proviene de la canción «This is music» y la portada está basada en la del sencillo de 1992 «She's a superstar».

## Lista de canciones
Todas las canciones escritas por Richard Ashcroft, Simon Jones, Peter Salisbury, y Nick McCabe, excepto donde se indique.
1. «This Is Music» – 3:38
2. «Slide Away» – 4:06
3. «Lucky Man» (Ashcroft) – 4:49
4. «History» (Ashcroft) – 5:28
5. «She's A Superstar» – 5:04
6. «On Your Own» (Ashcroft) – 3:36
7. «Blue» – 3:39
8. «Sonnet» (Ashcroft) – 4:24
9. «All In The Mind» – 4:17
10. «The Drugs Don't Work» (Ashcroft) – 5:05
11. «Gravity Grave» – 8:21
12. «Bitter Sweet Symphony» (Ashcroft) – 5:59
13. «This Could Be My Moment» (Ashcroft) – 3:59
14. «Monte Carlo» – 4:58
15. «I See The Door» (Ashcroft) (bonus track publicado en Japón)

## Lanzamientos
| País           | Fecha                   | Discográfica        | Formato | Catálogo         |
| -------------- | ----------------------- | ------------------- | ------- | ---------------- |
| Reino Unido    | 1 de noviembre de 2004  | EMI, Virgin Records | CD      | CDV 2991         |
| Australia      | 8 de noviembre de 2004  | EMI                 | CD      | 8636892          |
| Estados Unidos | 16 de noviembre de 2004 | Virgin Records      | CD      | 7243 8 63688 2 9 |
| Japón          | 17 de noviembre de 2004 | Toshiba, EMI        | CD      | VJCP-68692       |